# Prix de Belgique
Prix de Belgique, även kallat Prix Belgique, är ett årligt travlopp för 4-10-åriga varmblod som körs på Vincennesbanan i Paris i Frankrike i mitten av januari under det franska vintermeetinget. Det är ett Grupp 2-lopp, det vill säga ett lopp av näst högsta internationella klass. Loppet körs över distansen 2850 meter. Förstapris i loppet är 54 000 euro.
Loppet är det sista av de fyra B-loppen som körs inför Prix d'Amérique varje år. Utöver Prix de Belgique körs Prix de Bretagne, Prix du Bourbonnais och Prix de Bourgogne. De tre främst placerade hästarna i respektive lopp får en inbjudan till att delta i världens största travlopp Prix d'Amérique.

## Vinnare
| År   | Häst                 | Land      | Efter              | Tid    | Kusk                  | Tränare                 | Tvåa                                 | Trea               |
| ---- | -------------------- | --------- | ------------------ | ------ | --------------------- | ----------------------- | ------------------------------------ | ------------------ |
| 2025 | Iroise de La Noé     | Frankrike | Tornado Bello      | 1.12,1 | Thomas Levesque       | Thomas Levesque         | Ideal Lignieres                      | Hooker Berry       |
| 2024 | Izoard Védaquais     | Frankrike | Bird Parker        | 1.13,0 | Benjamin Rochard      | Philippe Allaire        | Inmarosa / Go On Boy (DH)            |                    |
| 2023 | Horsy Dream          | Frankrike | Scipion du Goutier | 1.13,3 | Éric Raffin           | Piérre Belloche         | Décoloration                         | Hohneck            |
| 2022 | Feydeau Seven        | Frankrike | Redeo Josselyn     | 1.12,4 | Jean-Michel Bazire    | Jean-Michel Bazire      | Diable de Vauvert                    | Rebella Matters    |
| 2021 | Davidson du Pont     | Frankrike | Pacha du Pont      | 1.12,0 | Jean-Michel Bazire    | Jean-Michel Bazire      | Délia du Pommereux                   | Moni Viking        |
| 2020 | Belina Josselyn      | Frankrike | Love You           | 1.12,6 | Jean-Michel Bazire    | Jean-Michel Bazire      | Ènino du Pommereux                   | Davidson du Pont   |
| 2019 | Bird Parker          | Frankrike | Ready Cash         | 1.13,2 | Jean-Philippe Monclin | Philippe Allaire        | Bahia Quesnot                        | Carat Williams     |
| 2018 | Bird Parker          | Frankrike | Ready Cash         | 1.13,1 | Jean-Philippe Monclin | Philippe Allaire        | Bold Eagle                           | Readly Express     |
| 2017 | Briac Dark           | Frankrike | Prince Gede        | 1.13,8 | David Thomain         | Thierry Duvaldestin     | Call Me Keeper                       | Wild Honey         |
| 2016 | Bold Eagle           | Frankrike | Ready Cash         | 1.13,6 | Franck Nivard         | Sebastien Guarato       | Voltigeur de Myrt                    | Oasis Bi           |
| 2015 | Uhlan du Val         | Frankrike | Islero de Bellouet | 1.13,3 | Cedric Megissier      | Cedric Megissier        | Vabellino                            | Very Nice Marceaux |
| 2014 | Yarrah Boko          | Sverige   | Coktail Jet        | 1.14,4 | Pierre Vercruysse     | Trond Anderssen         | Univers de Pan                       | Soleil du Fosse    |
| 2013 | Yarrah Boko          | Sverige   | Coktail Jet        | 1.13,3 | Pierre Vercruysse     | Trond Anderssen         | Roxana de Barbray                    | Royal Dream        |
| 2012 | Royal Dream          | Frankrike | Love You           | 1.13,3 | Jean Philippe Dubois  | Philippe Moulin         | Roxane Griff                         | Ready Cash         |
| 2011 | Maharajah            | Sverige   | Viking Kronos      | 1.13,1 | Örjan Kihlström       | Stefan Hultman          | Nuit Torride                         | Oasis Gede         |
| 2010 | Paris Haufor         | Frankrike | Vivier de Montfort | 1.13,6 | Christian Bigeon      | Christian Bigeon        | Oasis Gede                           | Ghiaccio del Nord  |
| 2009 | Giuseppe Bi          | Italien   | Toss Out           | 1.14,9 | Christophe Martens    | Fabrice Souloy          | Nouba du Saptel                      | Nuit Torride       |
| 2008 | Nouba du Saptel      | Frankrike | Canada             | 1.14,2 | Pascal André Geslin   | Pascal André Geslin     | Exploit Caf                          | Niky               |
| 2007 | Niky                 | Frankrike | Viking's Way       | 1.13,6 | Bernard Piton         | Laurent-Claude Abrivard | Ladakh Jiel                          | Java Darche        |
| 2006 | Keed Tivoli          | Frankrike | Steed James        | 1.13,9 | Maxime Bezier         | Antoine Paul Bezier     | Triton Sund                          | Kazire de Guez     |
| 2005 | Kazire de Guez       | Frankrike | Udo de Touraine    | 1.13,3 | Stephande Delasalle   | Jean-Michel Bazire      | Kallighan                            | Super Light        |
| 2004 | Naglo                | Sverige   | Coktail Jet        | 1.13,5 | Örjan Kihlström       | Stefan Hultman          | Kesaco Phedo                         | Hilda Zonett       |
| 2003 | Gebrazac             | Frankrike | Sebrazac           | 1.13,6 | Serge Peltier         | Serge Peltier           | Energetic                            | Flambeau des Pins  |
| 2002 | Insert Gede          | Frankrike | Sebrazac           | 1.14,8 | Yves Dreux            | Jean-Luc Bigeon         | Jet du Vivier                        | Galopin du Ravary  |
| 2001 | Fan Idole            | Frankrike | Le Ham             | 1.14,3 | Richard W Denechere   | Richard W Denechere     | Farnese                              | Giant Cat          |
| 2000 | Draga                | Frankrike | Polstock           | 1.14,6 | Michel Lenoir         | Michel Lenoir           | Fridhems Ambra                       | Giant Cat          |
| 1999 | Remington Crown      | Sverige   | Lord of All        | 1.14,6 | Joseph Vereeck        | Jan Kruithof            | Lovely Godiva                        | Moni Maker         |
| 1998 | Echo                 | Frankrike | Qlorest du Vivier  | 1.15,4 | Pierre Vercruysse     | Jean-Étienne Dubois     | Escartefigue                         | Zoogin             |
| 1997 | Huxtable Hornline    | Sverige   | Sherwood           | 1.18,0 | Anders Lindqvist      | Anders Lindqvist        | His Majesty                          | Pride Farming      |
| 1996 | Cerdre du Vivier     | Frankrike | Hetre Vert         | 1.15,5 | Jean Pierre Thomain   | Jean Yves Lecuyer       | Arnaqueur                            | Abo Volo           |
| 1995 | Shan Rags            | Norge     | Horton             | 1.14,7 | Noralf Braekken       | Noralf Braekken         | Houston Laukko                       | Bicycle            |
| 1994 | Queen L.             | Sverige   | Crowntron          | 1.15,6 | Stig H. Johansson     | Stig H. Johansson       | Houston Laukko                       | Urs d'Erevan       |
| 1993 | Queen L.             | Sverige   | Crowntron          | 1.16,1 | Stig H. Johansson     | Stig H. Johansson       | Sea Cove                             | Vourasie           |
| 1992 | Ultra Ducal          | Frankrike | Buffet II          | 1.16,6 | Paul Viel             | Paul Viel               | The Big Apple                        | Queen L.           |
| 1991 | Ténor de Baune       | Frankrike | Le Loir            | 1.16,1 | Jean Baptiste Bossuet | Jean Baptiste Bossuet   | Ultra Ducal                          | Rêve d'Udon        |
| 1990 | Queila Gede          | Frankrike | Gazon              | 1.16,6 | Roger Baudron         | Roger Baudron           | Piper Cub                            | Pan de la Vaudere  |
| 1989 | Ourasi               | Frankrike | Greyhound          | 1.15,8 | Jean-René Gougeon     | Jean-René Gougeon       | Queila Gede                          | Napoletano         |
| 1988 | Ourasi               | Frankrike | Greyhound          | 1.15,6 | Jean-René Gougeon     | Jean-René Gougeon       | Quiton du Coral                      | Poroto             |
| 1987 | Ourasi               | Frankrike | Greyhound          | 1.17,2 | Jean-René Gougeon     | Jean-René Gougeon       | Pan de la Vaudere                    | Poroto             |
| 1986 | Ourasi               | Frankrike | Greyhound          | 1.17,8 | Jean-René Gougeon     | Jean-René Gougeon       | Lutin d'Isigny                       | Ludo du Chignon    |
| 1985 | Minou du Donjon (DH) | Frankrike | Quioco             | 1.17,4 | Michel Roussel        | Jean Louis Peupion      | Ingen tvåa, dött lopp om förstaplats | Major de Brion     |
| 1985 | Mon Tourbillon (DH)  | Frankrike | Amyot              | 1.17,4 | Jean Pierre Viel      | Jean Pierre Viel        | Ingen tvåa, dött lopp om förstaplats | Major de Brion     |
| 1984 | Lurabo               | Frankrike | Ura                | 1.18,0 | Michel Marcel Gougeon | Jean Louis Peupion      | Minou du Donjon                      | Lass Quick         |
| 1983 | Katinka              | Frankrike | Kerjacques         | 1.17,2 | Jean-René Gougeon     | Jean-René Gougeon       | Lurabo                               | Lutin d'Isigny     |
| 1982 | Jarnibleu            | Frankrike | Amiral Williams    | 1.18,3 | Raymond Martinet      | Jean Pierre Faucon      | Kisin                                | Khali de Vrie      |
| 1981 | Ianthin              | Frankrike | Vesuve T.          | 1.17,8 | Paul Delanoe          | Marin Tribondeau        | Jorky                                | Igor du Beauvoisin |
| 1980 | Idéal du Gazeau      | Frankrike | Alexis III         | 1.17,9 | Eugène Lefèvre        | Eugène Lefèvre          | Ejakval                              | Ianthin            |
| 1979 | Fadet                | Frankrike | Nouvel Atout II    | 1.18,8 | Jean-Claude Hallais   | Jean-Claude Hallais     | Gazon                                | Hadol du Vivier    |
| 1978 | Fakir du Vivier      | Frankrike | Sabi Pas           | 1.18,4 | Michel Marcel Gougeon | Pierre-Désiré Allaire   | Ejakval                              | Grandpre           |
| 1977 | Eleazar              | Frankrike | Kerjacques         | 1.19,1 | Léopold Verroken      | Léopold Verroken        |                                      |                    |
| 1976 | Bellino II           | Frankrike | Boum III           | 1.18,8 | Jean-René Gougeon     | Maurice Macheret        |                                      |                    |